# Прокупле
Про̀купле (на сръбски: Прокупље или Prokuplje) е град в Централна Сърбия, в историческия регион на Поморавието. Градът е административен център на едноименната община и на Топлишкия окръг. Според преброяването от 2002 година Прокупле има население от 27 673 жители, а цялата община – 48 501 души.

## География
Прокупле е разположен на левия бряг на р. Топлица, приток на р. Южна Морава.

## История
След създаването на Българската Екзархия през 1870 г., Прокупле, населен основно с българи, е включен в нейния диоцез. Въпреки това, през 1878 г., по силата на прелиминарния Санстефански договор, е предаден на Сърбия, заедно с Куршумлия и цялата Нишка епархия. Това е потвърдено и чрез Берлинския договор от същата година. Това слага начало и на асимилаторската политика на Сръбското кралство.
По време на Първата световна война (1915 – 1918) от 21 октомври 1915, с помощта на съюзни и български войски, градът е под български контрол. Към 1917 година градът има население от 5800 души. След капитулацията на България (Солунското примирие от 30 септември 1918 г.) Прокупле, както и цялото Поморавие, са поставени под контрола на Антантата и впоследствие предадени на Сърбия, като по силата на Ньойският договор тези земи официално влизат в новосъздаденото Кралство на сърби, хървати и словенци.
След преврата на ген. Душан Симович и излизането на Кралство Югославия от Тристранния пакт, Германия напада страната и до 17 април 1941 г. я окупира. Два дни по-късно на България са предедни сръбските земи, които по силата на Санстефанския договор влизат в пределите на българското княжество. През декември 1941 г., по настояване на Хитлер, в останалите земи на Поморавието, както и в Шумадия, е решено да се разположи български окупационен корпус. На 7 януари 1942 г. четири български дивизии влизат в указаните райони, като за техни щабове са определени градовете Ниш, Ужице, Пожаревац и Прокупле, където е дислоцирана 27-а пехотна дивизия, официално формирана на 11 март 1943 г. Тя остава тук до 6 септември 1944 г., когато започва изтеглянето ѝ, по заповед на правителството на Константин Муравиев.
В началото на октомври 1944 г. българските войски отново навлизат в Поморавието, но вече са подчинени на командващия на Трети Украински фронт - маршал Толбухин. След като германските войски са изтласкани, по негова заповед Втора и Четвърта българска армии са разформировани и цялото Поморавие, в това число и Прокупле, са предадени на Йосип Броз Тито, командващ Югославската народна освободителна армия. Парижкият мирен договор от 10 февруари 1947 г. потвърждава оставането на тези територии в пределите на Югославия, а след окончателното ѝ разпадане през 2006 г., остават част от Сърбия.